# Carol Alt

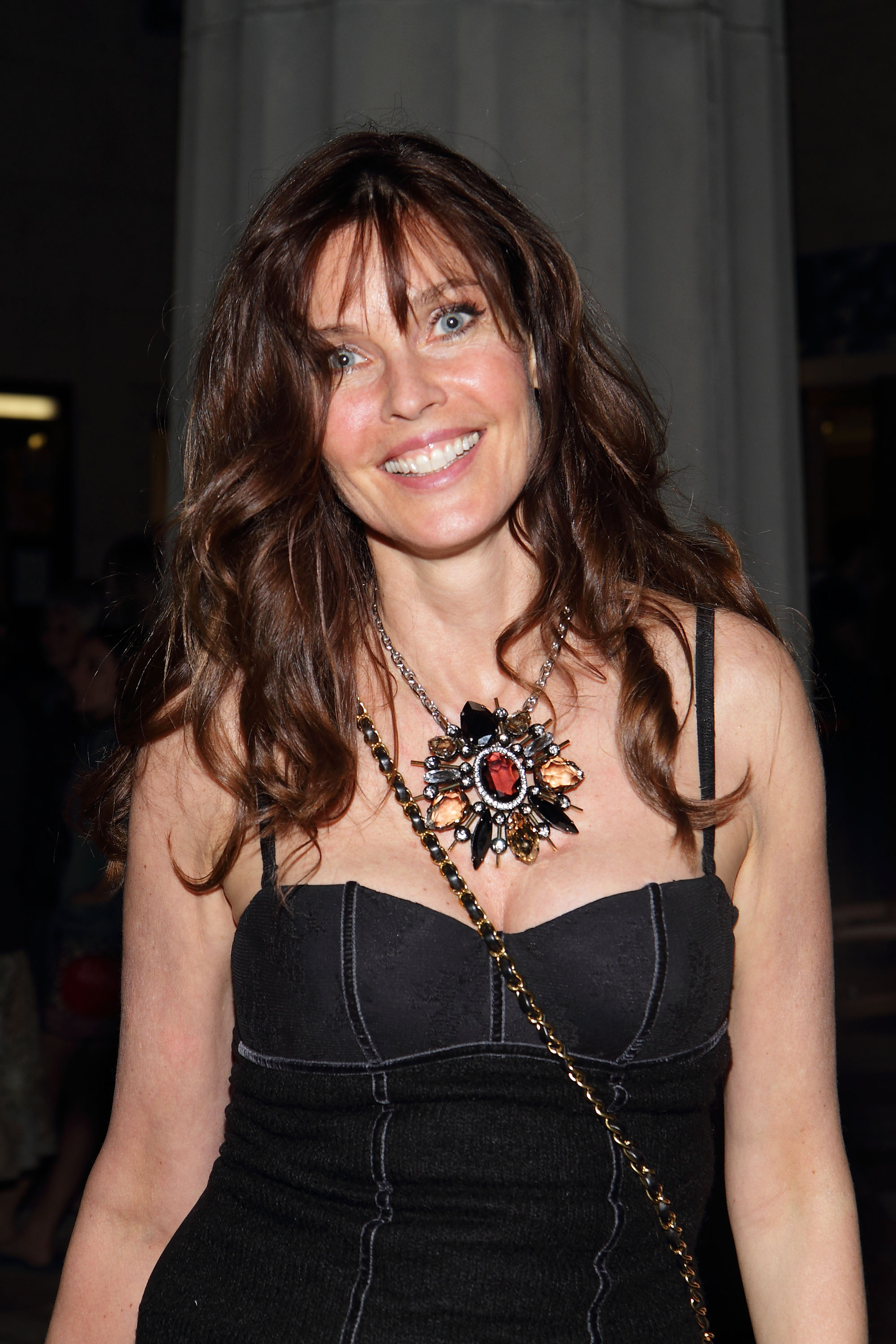
Carol Alt, 2012

Carol Alt (* 1. Dezember 1960 in East Williston, Long Island, New York) ist ein US-amerikanisches Fotomodell und Schauspielerin. 
Carol Alt war eines der ersten Models, die ihren Erfolg auch in anderen Bereichen nutzen konnten. Sie steht mit ihrem Namen für eigene Produktlinien, veröffentlicht Bücher und Fitnessvideos und bekommt eine Chance als Schauspielerin.
Nachdem sie 1980 während ihres ersten Studienjahres an der Hofstra University entdeckt wurde – sie arbeitete als Kellnerin – schaffte sie es noch im selben Jahr auf das Cover des Harper’s-Bazaar-Magazins und 1982 auf die Titelseite der Sports Illustrated Swimsuit Issue.
Sie war zudem Werbeträger für Schönheitsprodukte und schrieb ein Buch (Eating In The Raw: A Beginner's Guide to Getting Slimmer, Feeling Healthier, and Looking Younger the Raw-food Way). Seit 1986 arbeitet sie vor allem als Schauspielerin; so spielte sie z. B. in Snakehead Terror die Biologin Lori Dale oder in Swarmed die Biologin Christine Brown.
Im Jahr 2006 war sie Grand Marshall der 49. German American Steuben Parade.
Sie ist seit 2002 mit Alexei Walerjewitsch Jaschin liiert, einem Eishockeyspieler der SKA Sankt Petersburg. In erster Ehe war sie mit dem Eishockeyspieler Ron Greschner (2. November 1983–1996, geschieden) verheiratet, der für die New York Rangers spielte.

## Filmografie (Auswahl)
- 1983: Portfolio
- 1986: Via Montenapoleone
- 1987: Die glorreichen Zwei (Houston Knights, Fernsehserie, eine Folge)
- 1987: Meine ersten vierzig Jahre (I miei primi 40 anni)
- 1988: Bye Bye Baby – Ich hab' die Nase voll (Bye Bye Baby)
- 1988: Treno di panna
- 1988: Die Kraft zu leben (Il vizio di vivere, Fernsehfilm)
- 1989: Es leben die Toten (Mortacci)
- 1989: La più bella del reame
- 1990: B.L. Stryker (Fernsehserie, eine Folge)
- 1991: Miliardi
- 1991: Wenn man vom Teufel spricht (Un piede in paradiso)
- 1991: Lion of the Desert (Il principe del deserto, Miniserie)
- 1991: Vendetta: Secrets of a Mafia Bride (Fernsehfilm)
- 1992: Beyond Justice
- 1992: Die Jagd nach Arthur (Un orso chiamato Arturo, Fernsehfilm)
- 1992: Dornen der Liebe (Missione d'amore, Miniserie)
- 1992: Krieg der Bosse (Due vite, un destino, Fernsehfilm)
- 1993: Thunder in Paradise
- 1993: Vendetta II: The New Mafia (Fernsehfilm)
- 1993: Anni 90 – Parte II
- 1994: Ring of Steel
- 1994: Thunder in Paradise (Fernsehserie, 18 Folgen)
- 1994: Thunder in Paradise II
- 1995: In den Armen des Todes (Deadly Past)
- 1995: Flammen der Liebe (Il grande fuoco, Miniserie)
- 1995: Thunder in Paradise 3
- 1995: Baywatch Nights (Fernsehserie, eine Folge)
- 1996: Überflieger (Wings, Fernsehserie, eine Folge)
- 1997: Private Parts
- 1997: Crackerjack 2
- 1998: Virus Attack
- 1998: Storm Trooper
- 1998: King of the Hill (Fernsehserie, eine Folge, Stimme)
- 1998: Zwei ungleiche Schnüffler (Catch Me If You Can, Fernsehfilm)
- 1999: Diagnose: Mord (Diagnosis Murder, Fernsehserie, zwei Folgen)
- 1999: Revelation – Tödliche Prophezeiung (Revelation)
- 1999–2000: Amazonas – Gefangene des Dschungels (Amazon, Fernsehserie, 22 Folgen)
- 2001: My Best Friend’s Wife
- 2002: Hitters
- 2003: The Look
- 2004: Snakehead Terror
- 2005: The Signs of the Cross
- 2005: Swarmed – Das Tödliche Summen (Swarmed, Fernsehfilm)
- 2006: A Merry Little Christmas
- 2006: Fatal Trust (Fernsehfilm)
- 2007: Piper (Fernsehfilm)
- 2007: Mattie Fresno and the Holoflux Universe
- 2007: Homo Erectus
- 2007: Twisted Fortune
- 2007: Caterina e le sue figlie (Miniserie)
- 2008: The Man Who Came Back
- 2009: Piper – La serie (Fernsehserie, fünf Folgen)
- 2012: To Rome with Love
- 2015: Stealing Chanel
- 2020: Un figlio di nome Erasmus
- 2023: My Last Best Friend
- 2023: Improvvisamente a Natale mi sposo